# 知青歌
知青歌是知识青年自编自唱，表达自己思想感情的歌曲。创作、流行于1969年至1979年之间。其代表作有《南京知青之歌》（任毅）、《年轻的朋友你来自何方》（重庆知青歌）、《广州知青之歌》。
这些歌曲多咏叹故乡的美丽、父母的亲情、朋友的离情别绪、青春的美好、人生的希望、生活的艰辛，表达了复杂的青春期感受──难以言说的思念之情、惆怅之情、哀怨之情，苦中作乐的自我调侃，和清纯凄婉的情歌。虽然他们仍只能局限在认同于那时的统治思想，无法从理性上认识上山下乡运动的荒谬性，却由亲身经历本能地感到生活失去了意义：靠劳动养不活自己，学到的知识全无用武之地；农民在贫困中求生存的觅食技巧表现出极端狭隘性，“再教育”之说只是画饼。加之，青春期憧憬所特有的对生命意义的追问，使他们的感伤更加凄迷，他们的自嘲懊丧绝望。
在那些故土难舍、慈亲难离、望风怀人、伤情失恋、人生无常、命运弄人的哀苦、颓废、悲观甚至消极的感喟嗟叹中，深藏着的恰恰是对人生、命运、生活的强烈欲求和执着、留恋。尽管瞬间心绪落寞难遣，仍有自慰释怀的飞扬轻盈，虽然夹缠“少年不知愁滋味”的夸张自恋，到底掩不住质疑专制不义的纯真告白。革命宏大叙事（“广阔天地炼红心”、“光荣神圣的天职”）和小资感伤（“泪水”、“悲伤”、“爹娘”、“白发”、“姑娘”、“情爱”、“异乡”、“噩梦”）的并置、吊诡形成了微妙的反讽，以其青春的证明，无意中剥落了文革意识形态的神圣油彩，发出了属于自己的“天问”。它显示了少年时代在初次人生展望中所感到的那种轻烟般的莫名惆怅和哀愁，以特殊形式蕴涵着特殊年代的人性苏醒。
这类歌词虽较少文采、浮浅，却苍凉真挚、哀婉动人。一般是套用现成的曲调，改填歌词，旧瓶装新酒，借他人酒杯浇自己的块垒；也有少数知青自己作词谱曲的原创作品。作者多是老三届毕业的，因为他们受教育主要在文革前，较为正规、充分，表达、感受能力都比其他知青人群强。时间多集中在1969－1970年间。但他们中的好些人从1971年开始就陆续招工升学返城，唱得更多的倒是1972年开始下乡的新三届及后继知青。其传播途径基本为口头传唱，有赖于一对一的直接交往，故有较强的地域性；各地都有自己各具特色的知青歌。
虽然知青歌基本上是哀而不怨，但它表达的思想情绪游离于时代主旋律之外，仅在民间传唱，不能也不允许在正式场合出现。但由于知识青年问题已成为严重的社会病，即使半公开地唱也没有人干涉。它便具有了宣泄口、安全阀的类似功能。于是，非主流、反社会、具有离心倾向的亚文化──知青曲，竟意外地有了亲社会的功能。
一些契合知青心情的中外抒情歌曲（如《莫斯科郊外的晚上》、《小路》、《深深的海洋》、《红河谷》、《梅娘》等），也在知青中流行，被他们称作知青歌。
1992年底左右，一些音像公司出于商业动机，利用怀旧题材热，录制、推出了一批以知青歌为题材的盒带；创造了可观的效益。 但流行的时间并不长、规模并不大。而用电声乐器配曲，走的是轻音乐、流行歌曲的路子，知青歌特有的悲凉感荡然无存，改变了知青歌的原汁原味。